# 다무라 무라스케
다무라 무라스케(일본어: 田村村資, 1763년 2월 15일 ~ 1808년 12월 14일)는 이치노세키번의 5대 번주이다. 관위는 종5위하, 사쿄노다이부(左京大夫)이다.
도메 다테씨 당주 다테 무라요시의 장남으로 태어나, 다무라 무라타카의 양자가 되었다. 1782년, 무라타카가 사망하자 그 뒤를 이어 번주가 되었다. 잦은 홍수와 막부의 부역 종사 등으로 번 통치에 막대한 부담이 가중된 데다가, 1797년에는 대규모 잇키가 발생하였다. 결국 1798년에 가독을 양자 다무라 무네아키에게 물려주고 은거한 뒤, 1808년에 사망하였다.